# ۱۱۳۲ (خورشیدی)
۱۱۳۲ هزار و صد و سی و دومین سال هجری خورشیدی است.

## رویدادها
- پایان تألیف کتاب عالم‌آرای نادری در مرو (۱۱۶۶ قمری)